# Marten de Vos

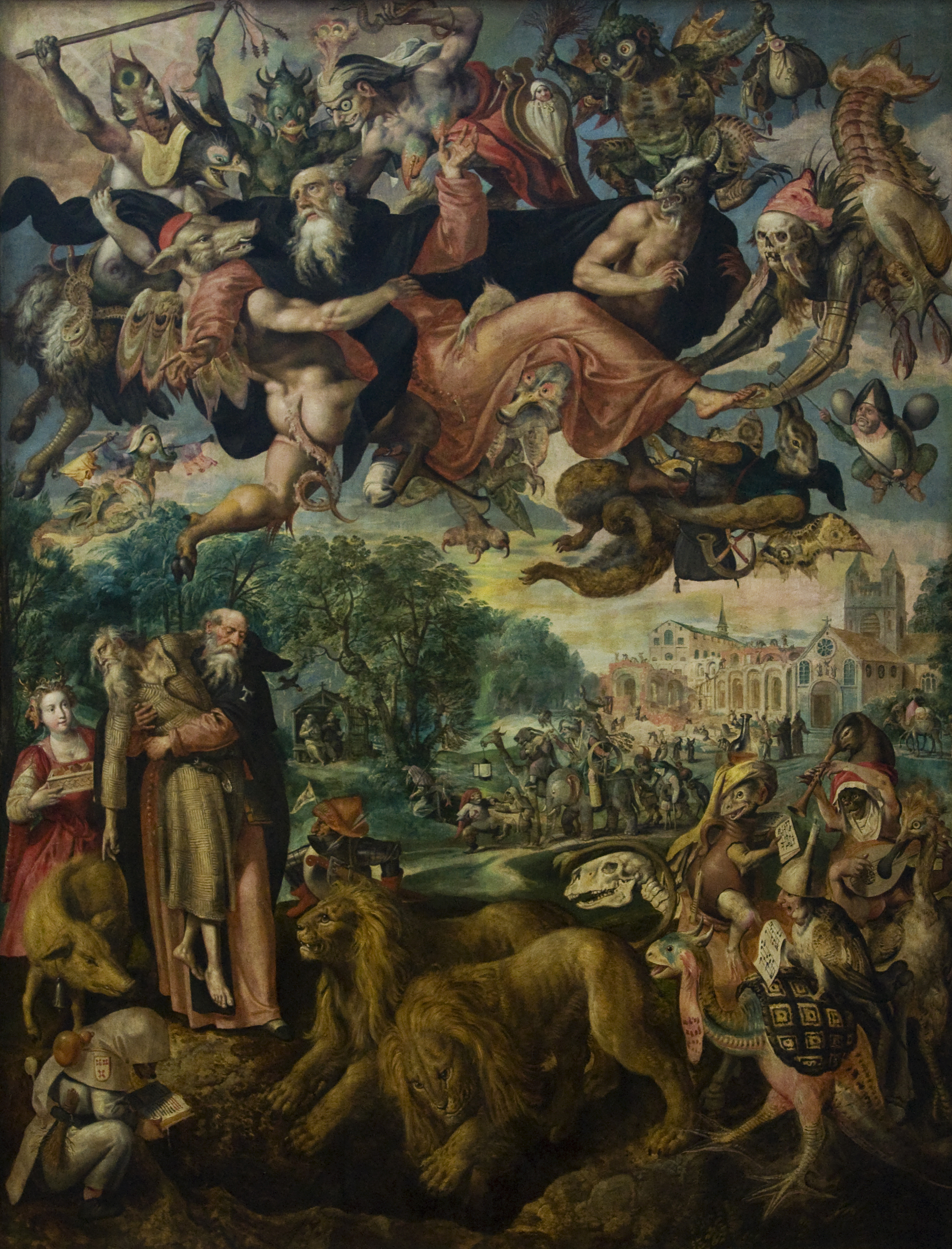
Las Tentaciones de San Antonio, de Marten de Vos, c. 1594, Óleo sobre tabla, 277,4 x 209 cm. (Museo Real de Bellas Artes de Amberes).

Marten de Vos (o Martín, Maerten o Maarten de Vos) (Amberes, 1532 - Amberes, 1603) fue un pintor y dibujante flamenco del último manierismo. Es conocido principalmente por sus pinturas y diseños de temas históricos y alegóricos, composiciones religiosas y mitológicas, y retratos. Fue, junto con los hermanos Ambrosius Francken (I) y Frans Francken I, uno de los principales pintores de historia de los Países Bajos españoles en la segunda mitad del siglo XVI. De Vos fue un prolífico dibujante y produjo numerosos diseños para los impresores de Amberes. Estos circularon ampliamente en Europa y en las colonias y contribuyeron a su reputación e influencia internacional. Sus diseños también se utilizaron como modelos para tapices y vitrales.

## Biografía y obra
Fue uno de los cuatro hijos del pintor Pieter de Vos, de quien debió recibir sus primeras lecciones en este arte. Se cree que en 1552 viajó a Italia junto con Pieter Brueghel el Viejo, pasando por Florencia, Roma, y Venecia donde fue alumno de Tintoretto, adoptando el estilo manierista de moda por entonces.
En 1556 estaba de vuelta en Amberes, ingresando en 1558 como maestro en el gremio de pintores de la ciudad. En 1560 se casó con Joanna Le Boucq con quien tuvo ocho hijos, uno de ellos también pintor, Marten de Vos el Joven (1576–1613).
Entre sus obras más sobresalientes destacan los retablos pictóricos que realizó para diversas asociaciones de su ciudad natal: El Triunfo de Cristo (1590), Las Tentaciones de San Antonio (1594), San Lucas pintando la Virgen (1602) y Las Bodas de Caná (1597). Entre sus retratos destaca La familia Anselmo y entre sus cuadros mitológicos, Apolo y las Musas, donde mezcla realismo y manierismo, recordando a Pieter Aertsen y Tintoretto.
Como dibujante, estuvo especialmente activo durante los años 1580-1585, periodo durante el cual los calvinistas detentaron el poder en Amberes. Realizó en total más de 1600 dibujos que sirvieron como modelo para los más importantes grabadores holandeses de la época.
Varias de sus obras más singulares se conservan en España, como El Juicio Final (Museo de Bellas Artes de Sevilla), El rapto de Europa (Museo de Bellas Artes de Bilbao) y un Descendimiento, en Real Academia de Bellas Artes de San Fernando en Madrid, junto a una Alegoría de la Abundancia. El Museo Lázaro Galdiano posee dos alas de tríptico (retratos de Martín Rodríguez de Arbieto y su esposa Catalina como donantes) que se atribuyen a este artista. Por su parte el Museo del Prado cuenta con dos de una serie sobre los elementos, a saber: El Aire y La Tierra, además de un pasaje sobre la Vida de Jesús (Asuntos de la Vida de Jesús y los Apóstoles: la pesca milagrosa) que se le atribuye y un dibujo.
En México se encuentran 8 cuadros que se le atribuyen al artista, siendo el único firmado el colocado en el retablo marco de la Catedral de San Buenaventura en Cuautitlán

## Galería de imágenes

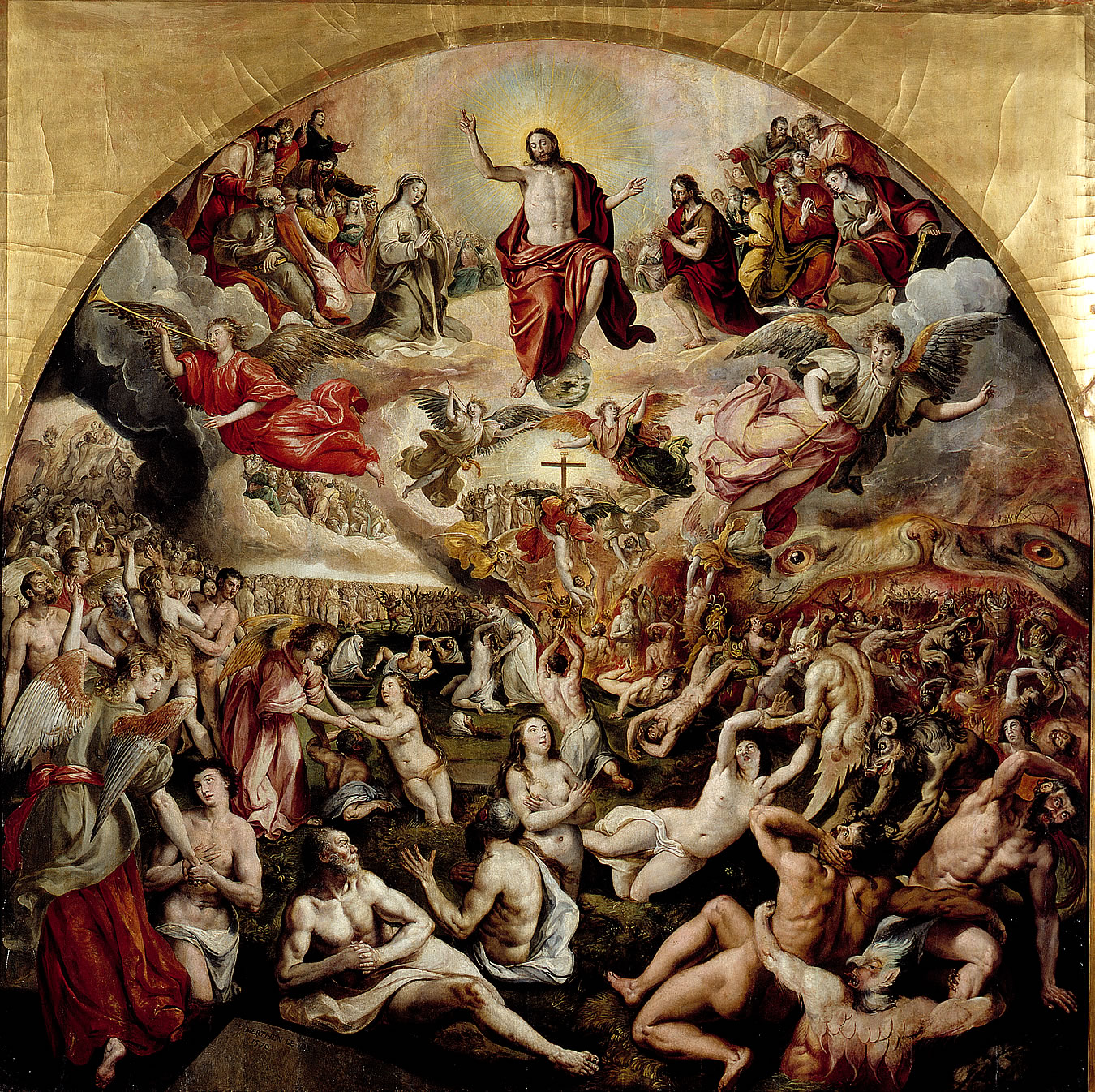
Juicio Final, Museo de Bellas Artes de Sevilla (1570)
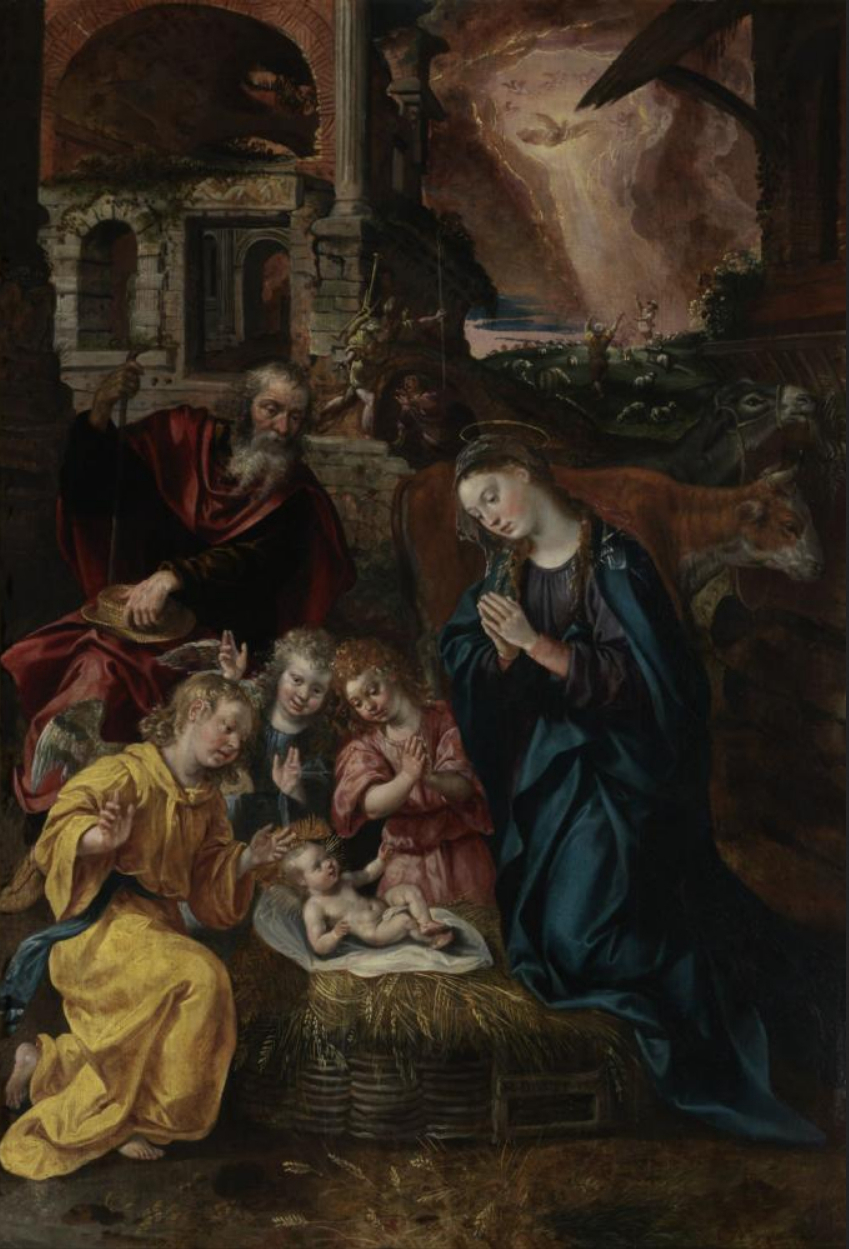
Natividad, Catedral de Amberes (1577)
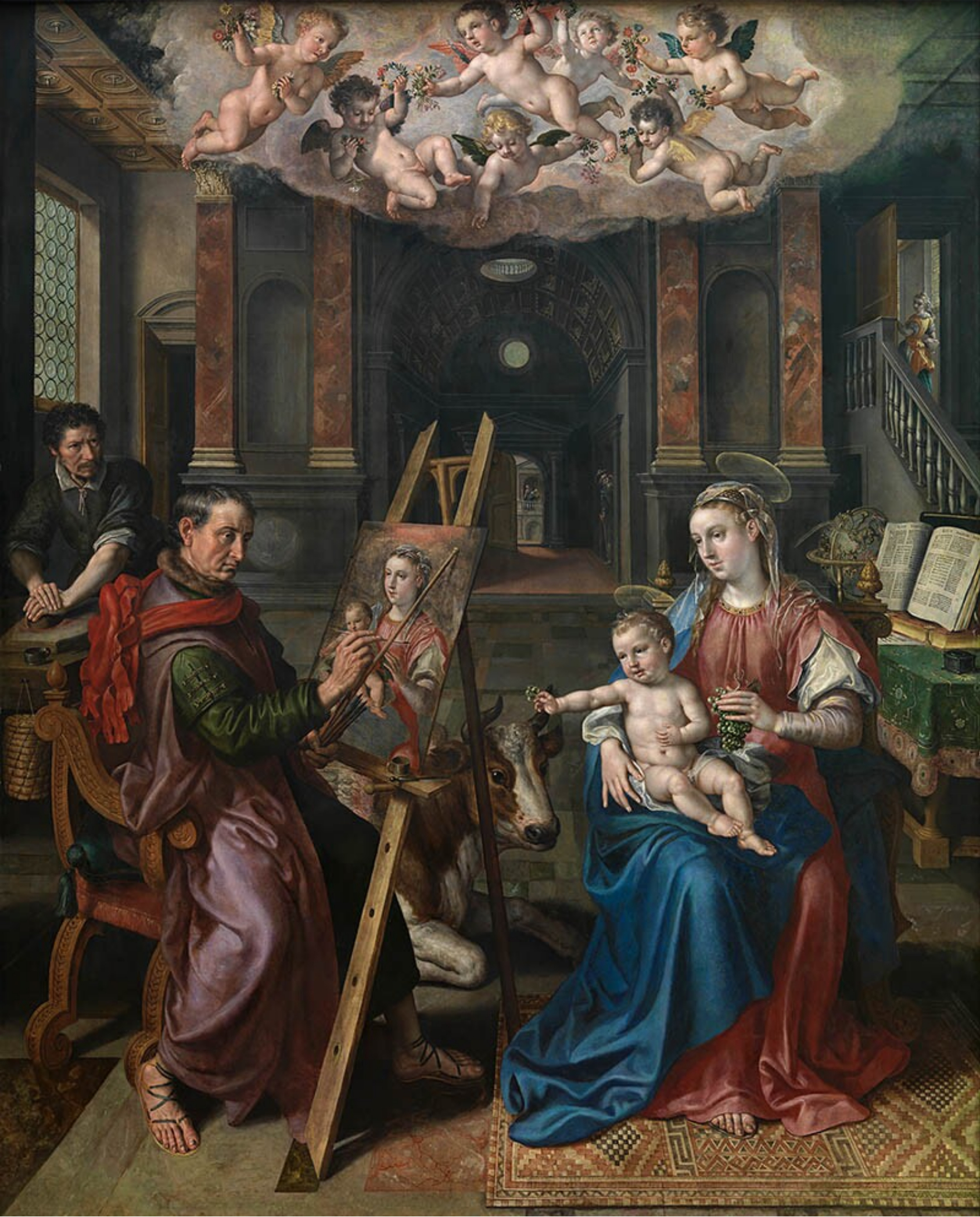
San Lucas pintando la Virgen, Museo Real de Bellas Artes de Amberes (1602)
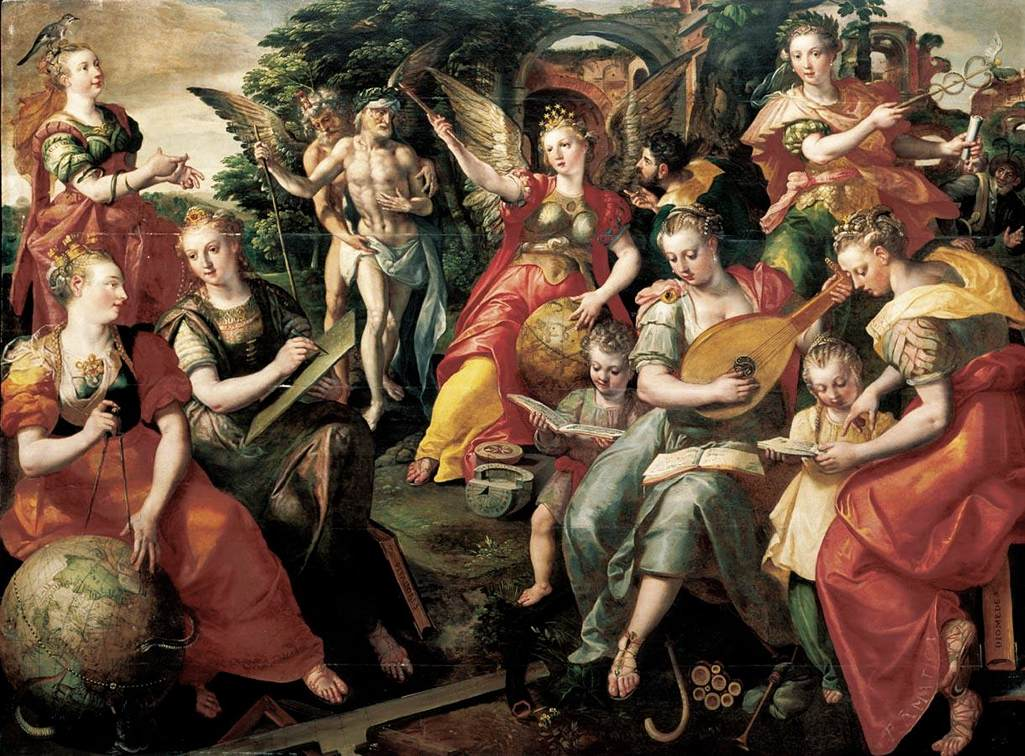
Las siete artes, colección privada (1590)
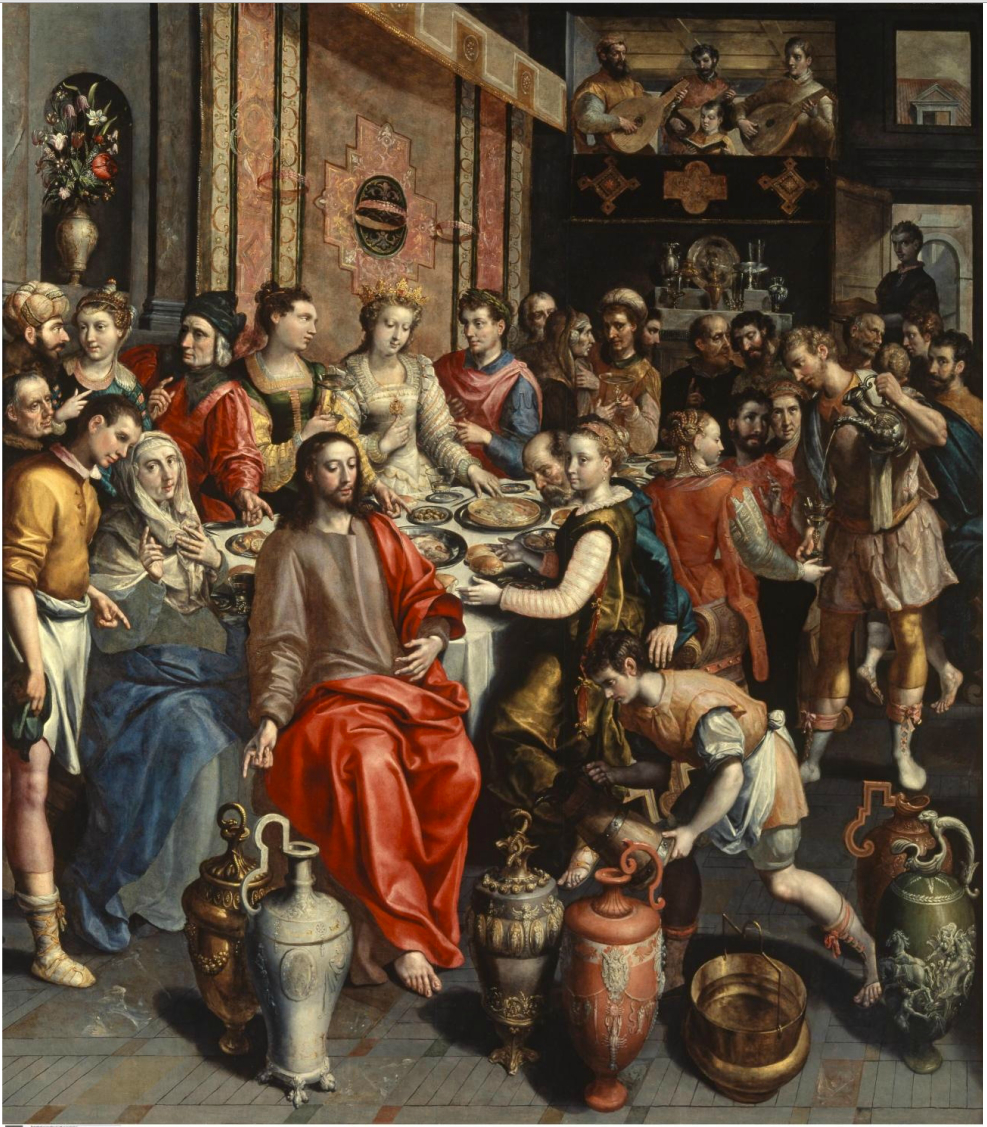
Las Bodas de Caná, Catedral de Amberes (1596)
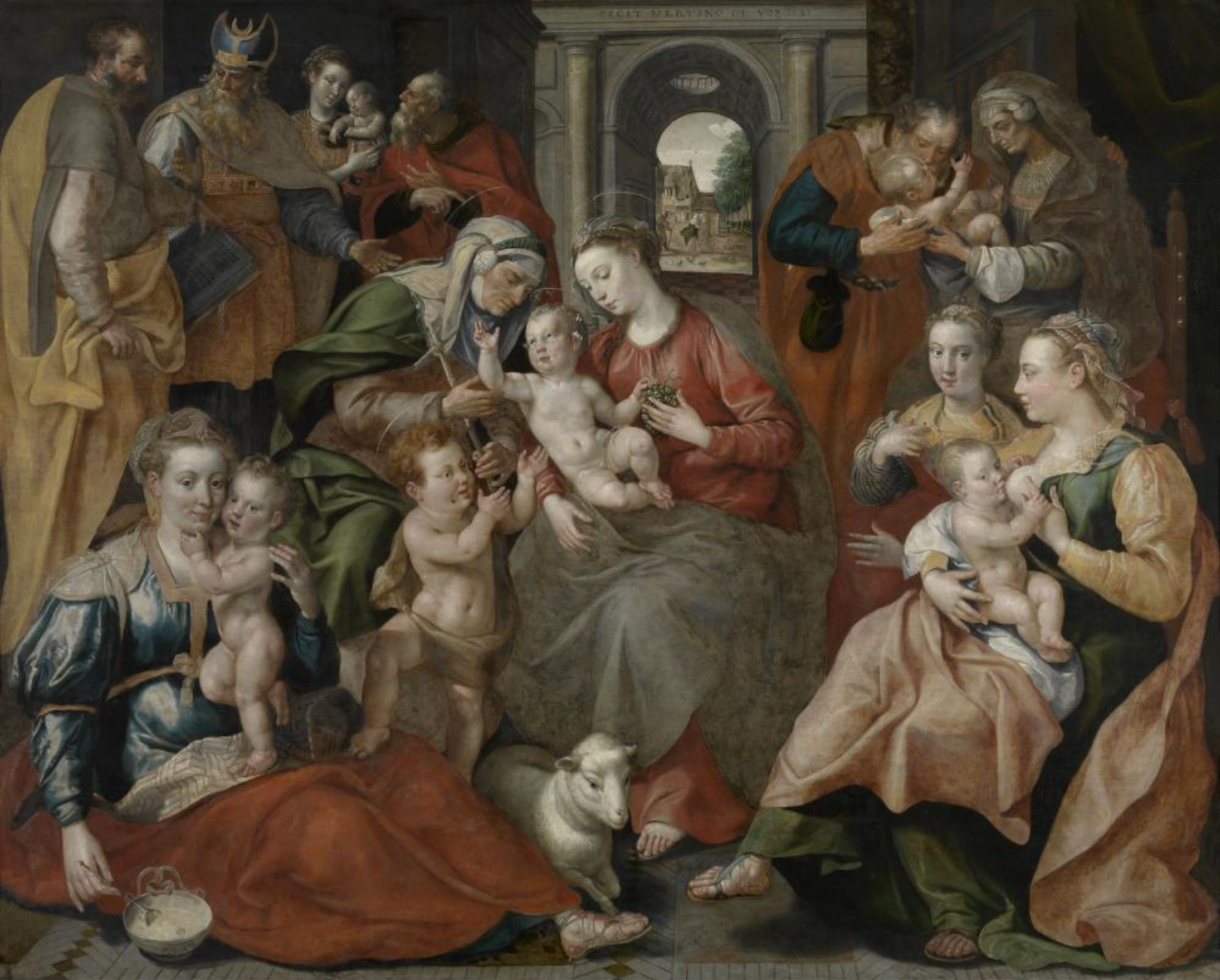
La familia de Santa Ana, Museo de Bellas Artes de Gante (1585)
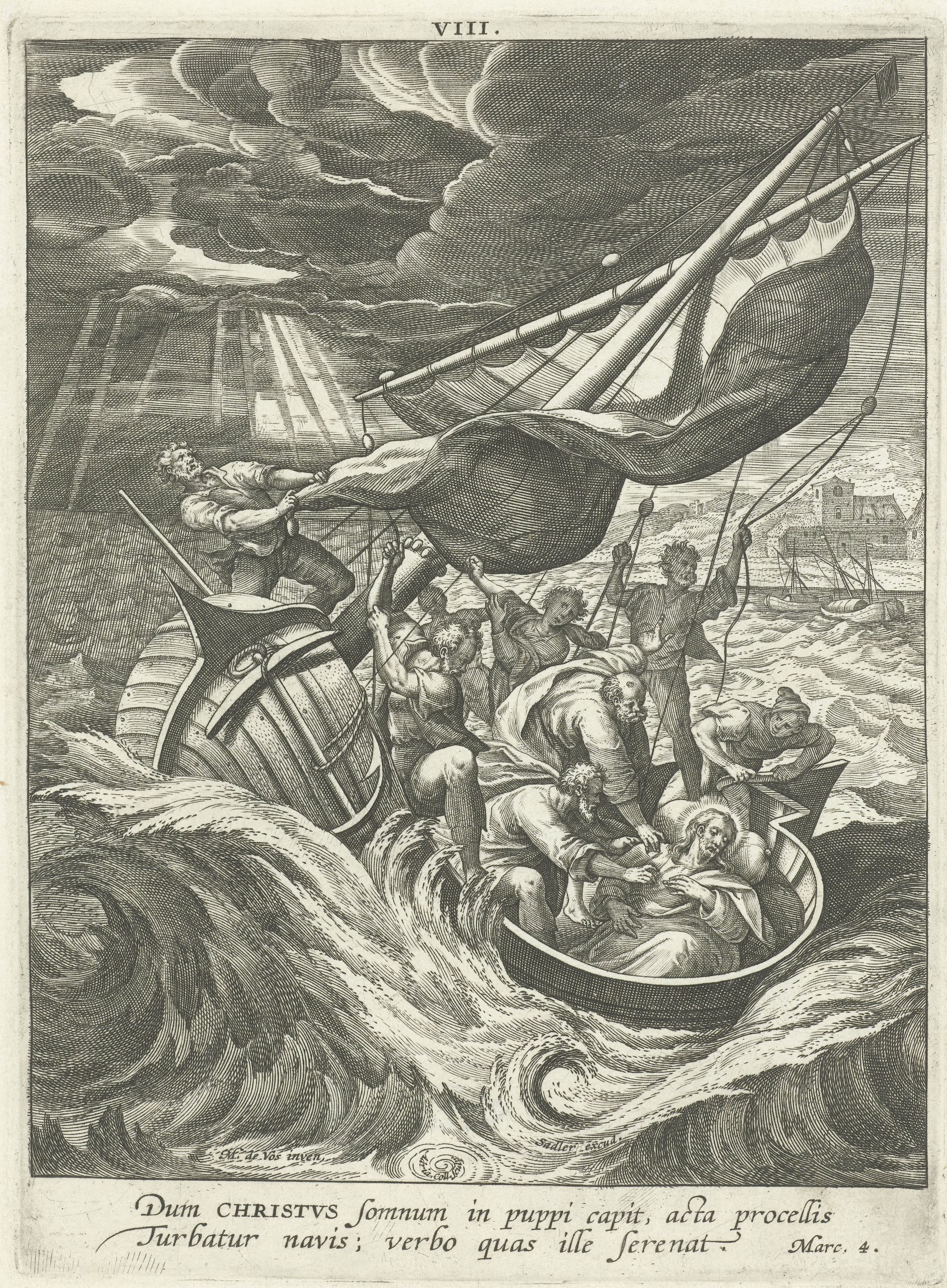
La tormenta en el mar de Galilea, grabado según dibujo de Marten de Vos (1583)
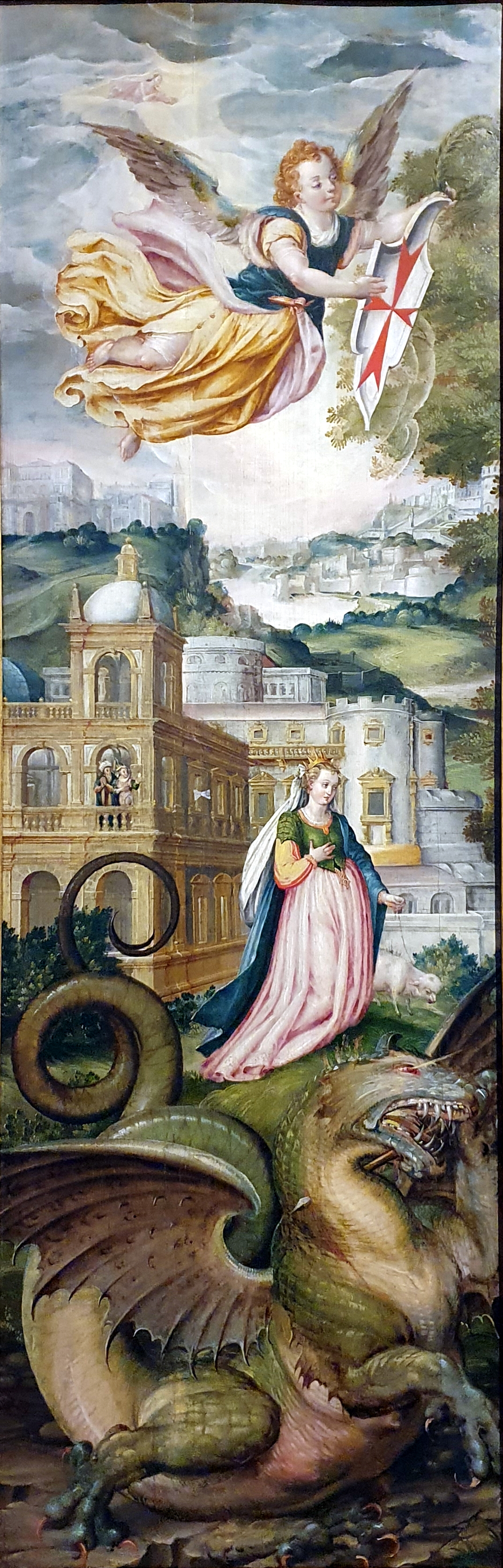
San Jorge y el dragón, Museo Soumaya, c. 1531 - 1603
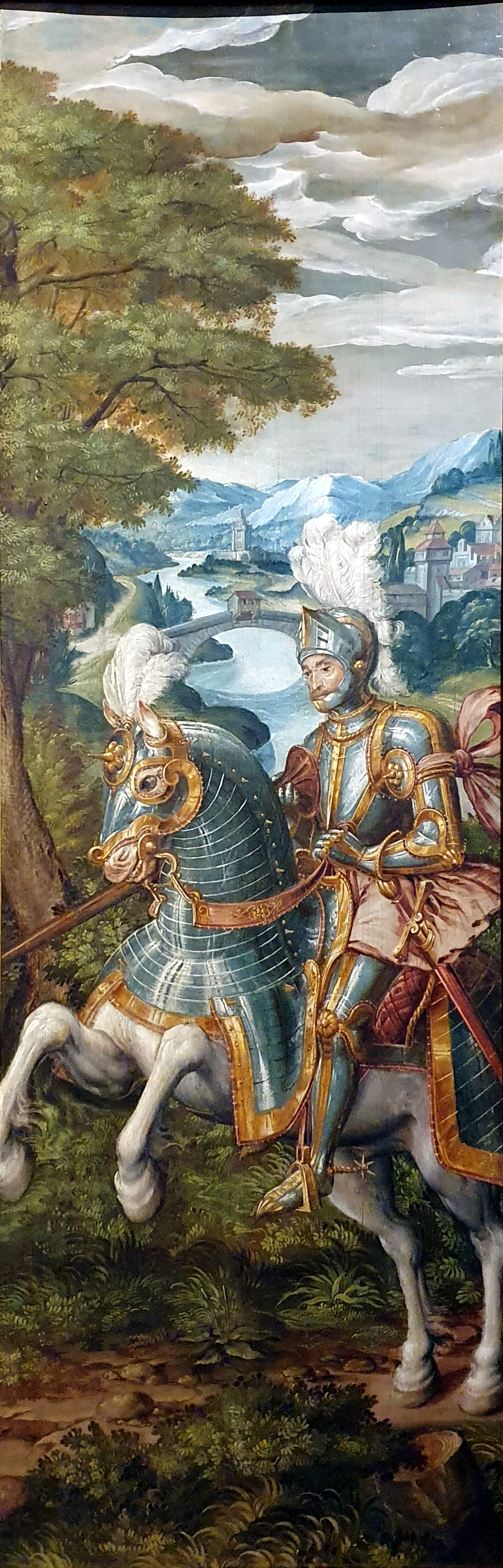
San Jorge y el dragón, Museo Soumaya, c. 1531 - 1603
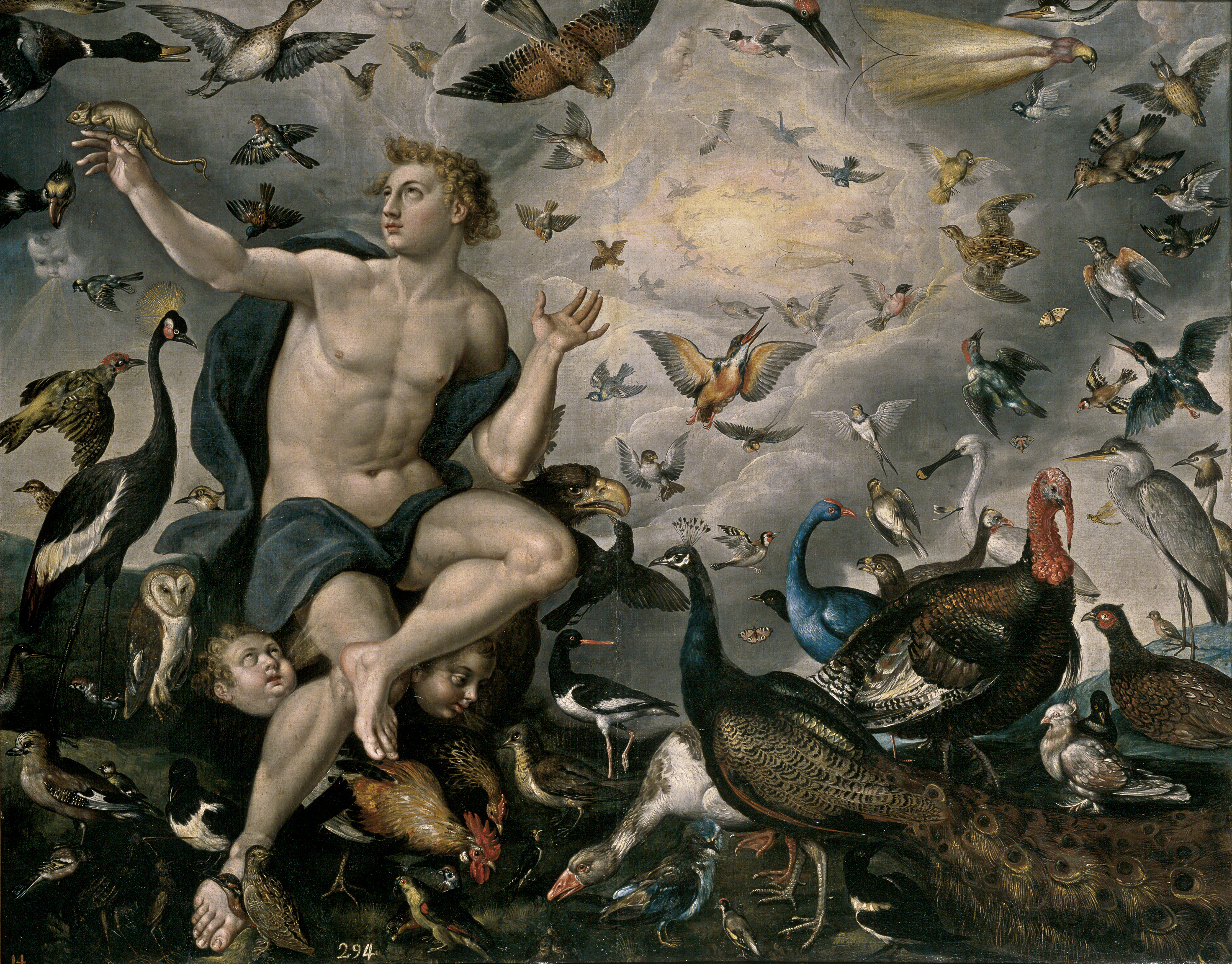
Alegoría del Aire, Museo del Prado.
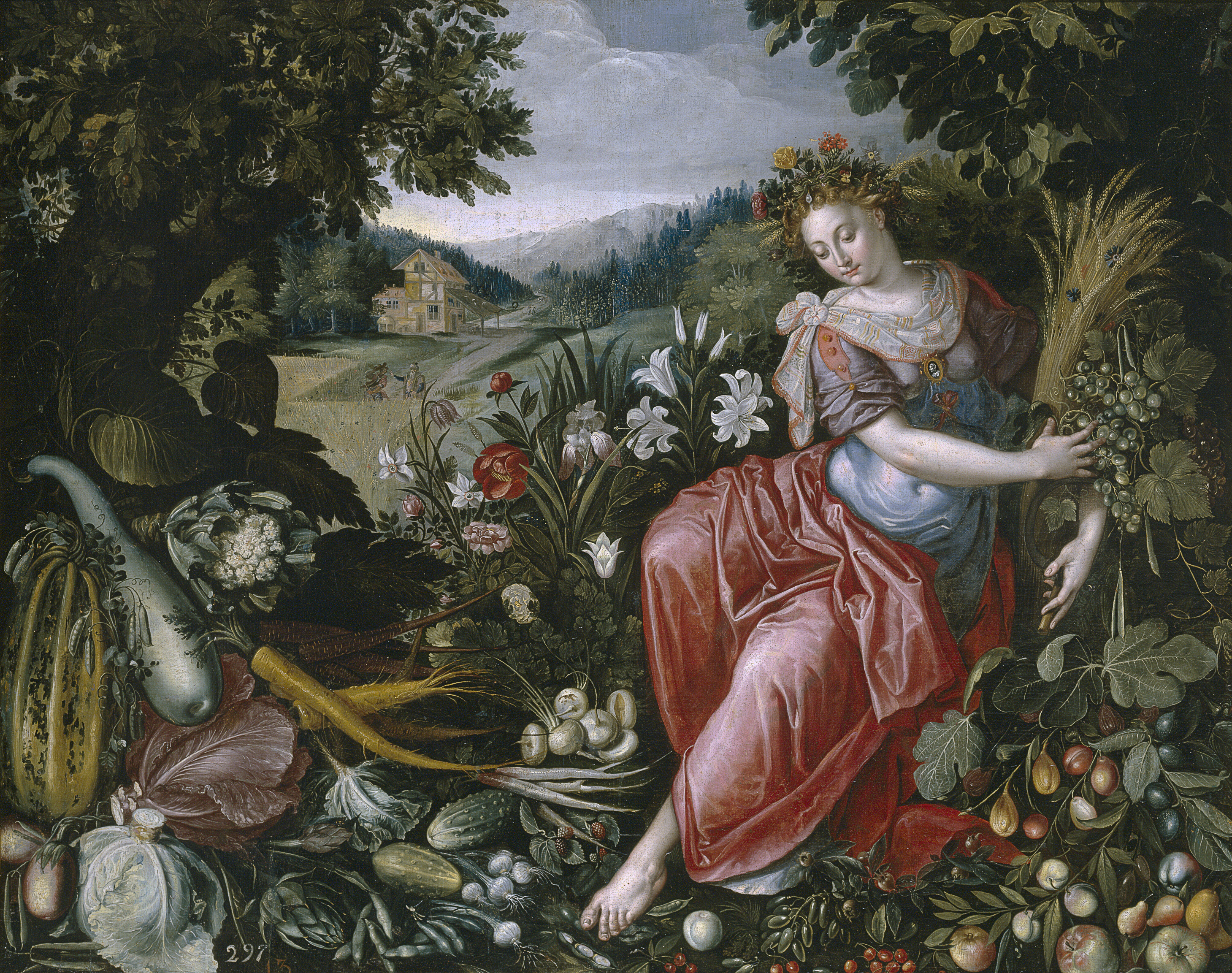
La Tierra, Museo del Prado
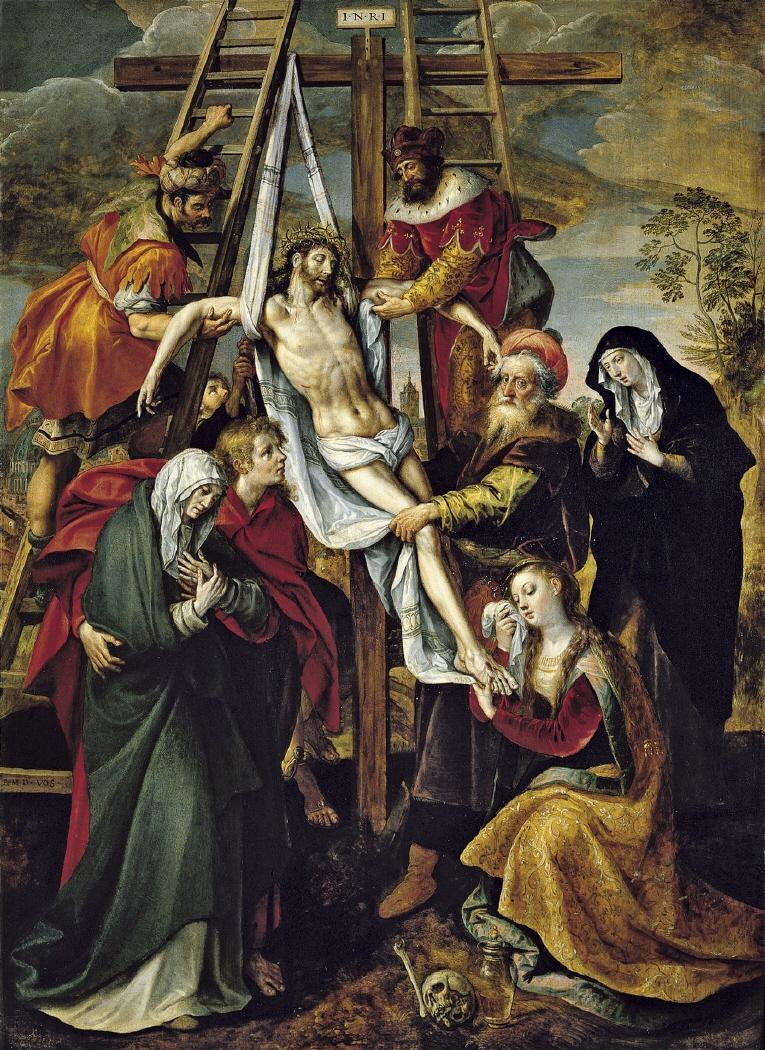
Descendimiento, Real Academia de Bellas Artes de San Fernando.
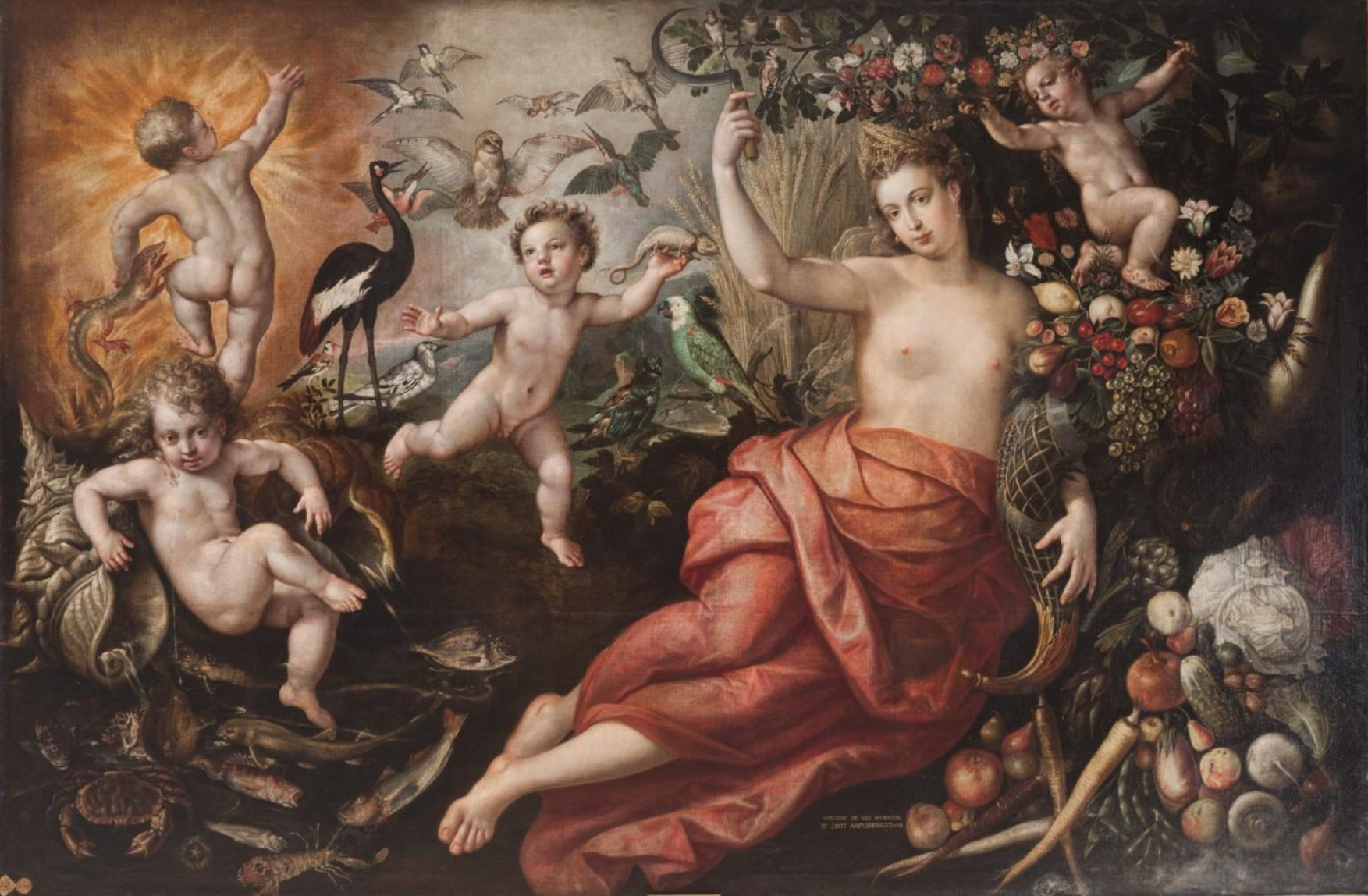
Abundancia, Real Academia de Bellas Artes de San Fernando.